# Khalid bin Khalifa bin Abdul Aziz Al Thani
Khalid bin Khalifa bin Abdul Aziz al-Thani (in arabo خالد بن خليفة بن عبد العزيز آل ثاني‎?; Doha, 1968) è un politico qatariota, Primo Ministro del Qatar e Ministro dell'Interno dal 28 gennaio 2020 al 7 marzo 2023. La sua nomina è avvenuta al seguito delle dimissioni dello sceicco Abdullah bin Nasser bin Khalifa Al Thani.

## Biografia
Ha studiato a Doha e successivamente negli Stati Uniti, dove ha completato la sua laurea in Business Administration nel 1993.